# Lan Lixin
Lan Lixin (14 februari 1979) is een Chinese middellangeafstandsloopster, die is gespecialiseerd in de 1.500 m. Ze is wereldjeugdkampioene, Aziatisch jeugdkampioene en Chinees kampioene op deze discipline. Sinds 1998 is ze wereldrecordhoudster op de Ekiden.
Haar grootste succes behaalde Lixin in 1998 door op het WK junioren in het Franse Annecy de 1.500 m te winnen. Met een tijd van 4.10,45 versloeg ze de Ethiopische Yimenashu Taye (zilver; 4.11,97) en de Marokkaanse Bouchra Benthami (brons; 4,12.76). Een jaar eerder won ze deze afstand op de Aziatische juniorenkampioenschappen. Op 18 oktober 1997 liep ze in Shanghai de 1500 m in 3.53,97. Hiermee staat ze achtste op de wereldranglijst aller tijden achter Qu Yunxia, Jiang Bo, Lang Yinglai, Wang Junxia, Tatjana Kazankina, Yin Lili en Paula Ivan.
Op 28 februari 1998 verbeterde Lan LIxin met haar teamgenotes Jiang Bo, Dong Yanmei, Zhao Fengting, Ma Zaijie en Lin Na het wereldrecord op de Ekiden naar 2:11.41. Op 24 november 2003 liep de Ethiopische ploeg 19 seconden sneller, maar dit wereldrecord is niet erkend.

## Titels
- Wereldjeugdkampioene 1.500 m - 1998
- Aziatische jeugdkampioene 1.500 m - 1997
- Chinees kampioene 1.500 m - 1999
- Chinees kampioene 5.000 m - 1999

## Palmares

### 1500 m
- 1998:  WK junioren - 4.10,45
- 2001:  Oost-Aziatische Spelen - 4.21,81

### 3000 m
- 1997:  Aziatische juniorenkampioenschappen - 9.10,17

### 5000 m
- 1997:  Aziatische juniorenkampioenschappen - 16.34,90